# Kezang Wangdi
Kezang Wangdi (Thimbu, 1 de janeiro de 1997) é um futebolista butanês que atua como atacante. Atualmente joga pelo Drukstars.

## Carreira internacional
Kezang teve sua primeira partida internacional em 20 de agosto de 2015, contra o Camboja, num amistoso que teve como resultado uma derrota de 2 a 0.